# Cornelia Funke
Cornelia Caroline Funke, nemška pisateljica, * 10. december 1958, Dorsten, Severno Porenje - Vestfalija, Nemčija.
Piše predvsem fantazijske romane za otroke in mladino. Njeni fantazijski romani so mednarodno uspešni in prevedeni v 37 jezikov. Nemci ji pravijo »nemška J. K. Rowling«.

## Življenje
Po maturi na Gimnaziji sv. Uršule v Dorstnu se je Cornelia Funke preselila v Hamburg in zaključila izobraževanje kot diplomirana pedagoginja. Tri leta je delala kot vzgojiteljica na igrišču, ki nudi varstvo otrok in ustvarjalne delavnice, poleg tega pa študirala knjižno ilustracijo na visoki strokovni šoli za oblikovanje v Hamburgu. Ilustriranje otroških knjig jo je spodbudilo k lastnemu pisanju. Cornelia Funke je sodelovala tudi pri scenarijih za otroško nanizanko Sedem kamnov (Siebenstein).
Mednarodni preboj ji je uspel leta 2002, ko je v ZDA pri založbi Scholastic izšel prevod knjige Kralj tatov, ki jo je v Nemčiji že leta 2000 izdala založba Dressler, in nato več mesecev vztrajal na ameriški lestvici najbolje prodajanih knjig. Za odkritje te knjige na angleškem govornem območju je po mnenju Cornelie Funke odgovorna »Clara«, dvojezična deklica, ki se je Barryju Cunninghamu, založniku Harryja Potterja, pritožila, da svoje najljubše knjige ne more deliti s prijateljicami v Angliji. Avtoričin bratranec je knjigo nato grobo prevedel v angleščino, kar je omogočilo podpis pogodbe z angleškim založnikom. Do danes je bila knjiga prevedena v 23 jezikov. Njen roman Srce iz črnila je septembra 2003 izšel že hkrati v Nemčiji, Združenem kraljestvu, ZDA, Kanadi in Avstraliji. Leta 2004 je izšel tudi angleški prevod Zmajevega jezdeca.
Skupna naklada njenih knjig je ob koncu leta 2005 znašala okoli 10 milijonov izvodov. Nekatere od njih so bile prevedene v 37 jezikov (stanje iz leta 2008). Revija Time jo je leta 2005 uvrstila med 100 najvplivnejših osebnosti na svetu.
V nasprotju z romani o Harryju Potterju J. K. Rowling izdajatelji Spieglove lestvice najbolje prodajanih knjig kljub velikanski prodaji dolgo niso hoteli navajati del Cornelie Funke. Šele Smrti iz črnila, zaključnemu delu trilogije Srce iz črnila, se je 8. oktobra 2007 uspelo povzpeti tja in takoj zasesti prvo mesto.
Veliko njenih del je pri založbah Oetinger audio, Jumbo in Hörverlag izšlo v zvočni obliki in nekatere so zasedle mesta na lestvici najboljših zvočnih knjig hr2-Hörbuchbestenliste (med drugim Lisičji alarm (Fuchsalarm) iz serije Divje kure (Die Wilden Hühner), ki ga bere sama avtorica, ter Kralj tatov in trilogija Srce iz črnila, ki ju bere nemški igralec Rainer Strecker.

### Zasebnost
Do maja 2005 je Cornelia Funke živela v Ohlstedtu na severu Hamburga in se nato z možem in otrokoma Anno in Benom preselila v Los Angeles v ZDA. 5. maja 2006 je njen mož Rolf Frahm, s katerim je bila poročena 26 let, pri 58 letih umrl za rakom.
Cornelia Funke je od februarja 2010 uradna botra Otroške bolnišnice Bethel za umirajoče otroke. Od maja 2012 je ena od nemških veleposlanic Desetletja biotske raznovrstnosti Združenih narodov.

## Dela
Le redka od njenih del so izšla v slovenščini, in sicer:
- Kralj tatov (Herr der Diebe], 2000; sl. 2004)
- Zmajev jezdec (Drachenreiter], 1997; sl. 2004)

Izganjalci strahov
- Izganjalci strahov na ledeni stezi (Gespensterjäger auf eisiger Spur, 1993; sl. 2007)
- Izganjalci strahov v ognjeni grozi (Gespensterjäger im Feuerspuk, 1994; sl. 2007)
- Izganjalci strahov v gradu groze (Gespensterjäger in der Gruselburg, 1995; sl. 2008)
- Izganjalci strahov v veliki nevarnosti (Gespensterjäger in großer Gefahr, 2001; sl. 2008)

Trilogija Srce iz črnila
- Srce iz črnila (Tintenherz], 2003; sl. 2005)
- Kri iz črnila (Tintenblut, 2005; sl. 2006)
- Smrt iz črnila (Tintentod, 2007; sl. 2010)

Ostale knjige, povezane s Srcem iz črnila
- Jane Mason, Sarah Hines-Stephens: Cornelia Funkes Tintenherz – Die Filmstory, 2008.
- Karin Piper-Staisch: Die Welt von Tintenherz z ilustracijami Cornelie Funke, 2008.

Neprevedena dela:
Divje kure
- Divje kure (Die Wilden Hühner, 1993)
- Divje kure na šolskem izletu (Die Wilden Hühner auf Klassenfahrt, 1996)
- Divje kure, lisičji alarm (Die Wilden Hühner, Fuchsalarm, 1998)
- Divje kure in zemeljska sreča (Die Wilden Hühner und das Glück der Erde, 2000)
- Divje kure in ljubezen (Die Wilden Hühner und die Liebe, 2003)

Ostale knjige, povezane z Divjimi kurami
- Divje kure – Ustvarjalna knjiga za bande (Die Wilden Hühner – Das Bandenbuch zum Mitmachen, 2001)
- Divje kure – Moj dnevnik (Die Wilden Hühner – Mein Tagebuch, 2004)
- Divje kure in ljubezen (Die Wilden Hühner und die Liebe, 2008)
- Divje kure in življenje (s Thomasom Schmidom)

Reckless
- Reckless. Kamnito meso (Reckless. Steinernes Fleisch, 2010)
- Reckless. Žive sence (Reckless. Lebendige Schatten, 2012)

Ostale knjige
- Veliko iskanje zmaja ali Ben in Lisa poletita na streho sveta (Die große Drachensuche. Oder Ben und Lisa fliegen aufs Dach der Welt, 1988)
- Za začaranimi okni (Hinter verzauberten Fenstern, 1989)
- Ni keksov za škrate (Kein Keks für Kobolde, 1989)
- Lilli in Flosse (Lilli und Flosse, 1990)
- Potilla (Potilla, 1992)
- Zverski obraz (Monstergesicht, 1993)
- Kapitan Knitterbart in njegova banda (Käpten Knitterbart und seine Bande, 1993)
- An-ban-ugankanje z vampirji (Ene-mene-Rätselspaß mit Vampiren, 1994)
- Viteške zgodbe (Rittergeschichten, 1994)
- Divji mali čarovnici (Zwei wilde, kleine Hexen, 1994)
- Zemeljska pošast Štrenokrempelj  (Zottelkralle, das Erdmonster, 1994)
- Ko je Božiček padel z neba (Als der Weihnachtsmann vom Himmel fiel, 1994)
- Kapitan Knitterbart na otoku zakladov (Käpten Knitterbart auf der Schatzinsel, 1995)
- Greta in Sova, pasji varuški (Greta und Eule, Hundesitter, 1995)
- Zmaj mesečine (Der Mondscheindrache, 1996)
- Mali volkodlak (Kleiner Werwolf, 1996)
- Uročena učilnica (Das verzauberte Klassenzimmer, 1997)
- Gnusno ugankanje z vampirji (Gruselrätsel mit Vampiren, 1997)
- Tace stran od Misisipija (Hände weg von Mississippi, 1997)
- Živalske zgodbe (Tiergeschichten, 1997)
- Princesa Isabella (Prinzessin Isabella, 1997)
- Prekleto in pričarano (Verflixt und zugehext, 1998)
- Tesni prijateljici (Dicke Freundinnen, 1998)
- Igraine Neustrašni (Igraine Ohnefurcht, 1998)
- Zgodbe s podstrešja (Dachbodengeschichten, 1998)
- Zgodbe s plaže (Strandgeschichten, 1999)
- Gusarski pujsek (Das Piratenschwein, 1999)
- Izgubljeni razmajani zob (Der verlorene Wackelzahn, 2000)
- Mick in Mo na Divjem zahodu (Mick und Mo im Wilden Westen, 2000)
- Tesni prijateljici in konjski tat (Dicke Freundinnen und der Pferdedieb, 2001)
- Skrivnostni vitez Brezimnik (Der geheimnisvolle Ritter Namenlos, 2001)
- Najlepše začetniške zgodbe (Die schönsten Erstlesegeschichten, 2002)
- Emma in modri džin (Emma und der blaue Dschinn, 2002)
- Bici buci bibje vreme (Kribbel Krabbel Käferwetter, 2003)
- Annine zgodbe (Vorlesegeschichten von Anna, 2003)
- Srečna vila (Die Glücksfee, 2003)
- Najbolj divji brat na svetu (Der wildeste Bruder der Welt, 2004)
- Mick in Mo v vesolju (Mick und Mo im Weltraum, 2004)
- Cornelia Funke pripoveduje o knjižnih moljih, podstrešnih strahovih in drugih junakih (Cornelia Funke erzählt von Bücherfressern, Dachbodengespenstern und anderen Helden, 2004)
- Rosannin veliki brat (Rosannas großer Bruder, 2005)
- Kje raste sreča z ilustracijami Regine Kehn (Wo das Glück wächst, 2008)
- Pošast z modrega planeta (Das Monster vom blauen Planet, 2008)
- Izgubljeni angel (Der verlorene Engel, 2009)
- Knjižni molj (Der Bücherfresser, 2011)
- Vitez duhov (Geisterritter, 2011)

Dela za elektronske medije
- Divje kure – ukradene skrivnosti, CD-ROM (Die Wilden Hühner – gestohlene Geheimnisse, 2004)
- Divje kure in lov za srcem iz rubina, Nintendo DS (Die Wilden Hühner und die Jagd nach dem Rubinherz, 2008)
- Srce iz črnila, Nintendo DS (Tintenherz)

## Gledališke predelave
Gledališče Hannover je leta 2004 premierno uprizorilo Srce iz črnila.
Mladinsko gledališče Bonn je leta 2004 premierno uprizorilo Kralja tatov.
Gledališče Oberhausen je leta 2004 premierno uprizorilo Potillo.
Mladinsko gledališče Bonn je leta 2005 uprizorilo Zmajevega jezdeca.
Mladinsko gledališče Bonn je leta 2006 premierno uprizorilo muzikal Srce iz črnila.
Oder Hessen je leta 2007 uprizoril Kralja tatov.
Gledališče Mario je leta 2007 premierno uprizorilo Srečno vilo (Die Glücksfee) kot lutkovno predstavo.
Glasbeni ansambel mesta Hamm je leta 2007 premierno uprizoril Ko je Božiček padel z neba (Als der Weihnachtsmann vom Himmel  fiel).
Augsburško lutkovno gledališče je leta 2007 predelalo knjigo Ko je Božiček padel z neba (Als der Weihnachtsmann vom Himmel fiel).
Gledališče Hannover je leta 2008 premierno uprizorilo Smrt iz črnila.
Društvo Chapeau Claque je v istoimenskem gledališču v Bambergu leta 2009 uprizorilo Emmo in modrega džina (Emma und der blaue Dschin).
Državno gledališče Dresden je leta 2010 premierno uprizorilo Reckless. Kamnito meso (Reckless. Steinernes Fleisch).
Gledališče Thalia je leta 2012 uprizorilo Viteza duhov (Geisterritter).

## Filmske predelave
- Divje kure (Die Wilden Hühner, 2005)
- Kralj tatov (The Thief Lord, 2006)
- Divje kure in ljubezen (Die Wilden Hühner und die Liebe, 2007)
- Tace stran od Misisipija (Hände weg von Mississippi, 2007)
- Srce iz črnila (Inkheart, 2008)
- Divje kure in ljubezen (Die Wilden Hühner und das Leben, 2009)
- Ko je Božiček padel z neba (Als der Weihnachtsmann vom Himmel fiel, 2011)

Leta 2004 je ameriško filmsko podjetje New Line Cinema kupilo filmske pravice za Zmajevega jezdeca.

## Priznanja
- 1998: frankfurtska nagrada Kalbacher Klapperschlange za otroško literaturo za Zmajevega jezdeca
- 2000: Wildweibchenpreis za vsa dela
- 2001: züriška nagrada La vache qui lit za Kralja tatov
- 2001: Kalbacher Klapperschlange za Kralja tatov
- 2001: dunajska nagrada mladih bralcev za Kralja tatov
- 2002: evangeličanska nagrada za Kralja tatov
- 2003: literarna nagrada corine za Kralja tatov
- 2003: ameriška nagrada za otroško literaturo Mildred L. Batchelder za Kralja tatov
- 2003: nagrada Zuckerrübe otrok občine Nordstemmen za Malega volkodlaka
- 2004: dunajska nagrada mladih bralcev za Srce iz črnila
- 2004: nagrada mesta Wetzlar za fantazijsko literaturo za Srce iz črnila
- 2004: Kalbacher Klapperschlange za Srce iz črnila
- 2004: nagrada Zveze nemških pisateljev za vsa dela
- Leta 2005 je revija Time avtorico razglasila za najbolj vplivno Nemko na svetu.
- 2008: Roswithina nagrada za evropske literarne ustvarjalke
- 2008: križ z zasluge Zvezne republike Nemčije
- 2008: nemška medijska nagrada Bambi v kategoriji kultura
- 2009: nagrada Jakoba Grimma